# Rétové

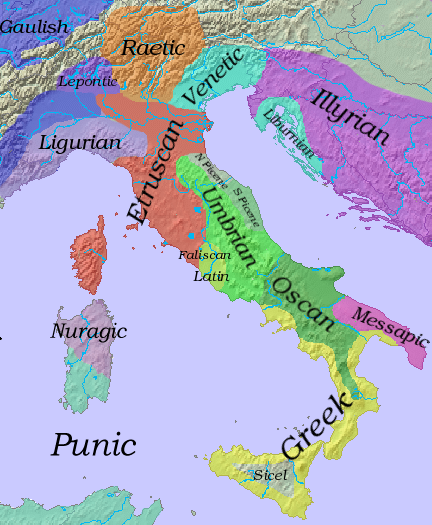
Jazyková mapa Itálie asi 600 př. n. l., jež ukazuje předpokládanou oblast, kde se hovořilo rétským jazykem.

Rétové (též Raeti, Rhaeti, Rheti či Rhaetii; starořecky: Ραιτοί, Retí) byl společný "etnický" název používaný starověkými Římany k označení skupiny starověkých alpských kmenů, jež si byly jazykově a kulturně blízké a jejichž jazyk a kultura mohly, alespoň zčásti, pocházet od Etrusků.
Tyto kmeny obývaly oblast dnešního Švýcarska, Tyrolska a alpskou část dnešní severovýchodní Itálie již nejpozději kolem roku 500 př. n. l.. V roce 15 př. n. l. si je podrobili Římané.
Etymologie jména Raeti je nejasná. Od pojmenování těchto kmenů však byl odvozen název římské provincie Raetie.

## Historie
První písemná zmínka o Rétech jako o nejmocnějším alpském kmeni pochází od starořeckého historika Polybia, ovšem až do zániku Římské republiky se zmínky o nich vyskytovaly v dílech římských historiků jen velmi sporadicky. O historii Rétů toho proto není příliš známo. Titus Livius byl přesvědčen o jejich etruském původu. Tuto domněnku s ním sdíleli také němečtí historikové Barthold Georg Niebuhr a Theodor Mommsen, kteří se zabývali dějinami starověkého Říma. Podle tradičního starověkého výkladu zaznamenaného Markem Junianem Justinem a Pliniem starším představovali Rétové část Etruského etnika, která nejprve sídlila v údolí řeky Pádu, odkud však byla na přelomu 5. a 4. století př. n. l. vypuzena Kelty. Podle Plinia staršího prý bylo označení Rétové odvozeno od jména jejich náčelníka Raeta. Bližší realitě však zřejmě bude hypotéza, jež se zrodila v 19. století, podle níž byl název tohoto kmene odvozen z keltského výrazu rait („horská země“). Označení Rétové by pak znamenalo „horalé“. Ať již přijmeme teorii o etruském původu Rétů, nebo ne, zůstává skutečností, že v době, kdy Římané navázali první kontakty s obyvateli Raetie, byla tato oblast plně v moci keltských kmenů, s nimiž předchozí populace zcela splynula.
Obyvatelé Raetie si udržovali nezávislost až do roku 15 př. n. l., kdy byli poraženi římským vojskem, které proniklo na sever skrze Brennerský průsmyk. Velitelem Římanů byl Augustův nevlastní syn Drusus.